# Liste der Baudenkmale in Beckdorf
In der Liste der Baudenkmale in Beckdorf sind alle Baudenkmale der niedersächsischen Gemeinde Beckdorf aufgelistet. Die Quelle der  Baudenkmale ist der Denkmalatlas Niedersachsen. Der Stand der Liste ist der 3. November 2020.

## Allgemein
In den Spalten befinden sich folgende Informationen:
- Lage: die Adresse des Baudenkmales und die geographischen Koordinaten. Kartenansicht, um Koordinaten zu setzen. In der Kartenansicht sind Baudenkmale ohne Koordinaten mit einem roten Marker dargestellt und können in der Karte gesetzt werden. Baudenkmale ohne Bild sind mit einem blauen Marker gekennzeichnet, Baudenkmale mit Bild mit einem grünen Marker.
- Bezeichnung: Bezeichnung des Baudenkmales
- Beschreibung: die Beschreibung des Baudenkmales. Unter § 3 Abs. 2 NDSchG werden Einzeldenkmale und unter § 3 Abs. 3 NDSchG Gruppen baulicher Anlagen und deren Bestandteile ausgewiesen.
- ID: die Objekt-ID des Baudenkmales
- Bild: ein Bild des Baudenkmales, ggf. zusätzlich mit einem Link zu weiteren Fotos des Baudenkmals im Medienarchiv Wikimedia Commons. Wenn man auf das Kamerasymbol klickt, können Fotos zu Baudenkmalen aus dieser Liste hochgeladen werden:

## Goldbeck

### Gruppe: Goldbecker Mühle
Die Gruppe hat die ID 30898240. Der Baukomplex der Goldbecker Mühle besteht aus dem Mühlengebäude mit aufgestautem Mühlenteich, das im Kern im 18. Jahrhundert entstand, sowie des Weiteren einem Wohn- und Nebengebäude des 19. Jahrhunderts und einem großen massiv errichteten Wohn-/Wirtschaftsgebäude der Zeit um 1900.

| Lage                                            | Bezeichnung               | Beschreibung | ID       | Bild |
| ----------------------------------------------- | ------------------------- | --- | -------- | ---- |
| Goldbecker Mühle 22 53° 24′ 31″ N, 9° 38′ 36″ O | Wohn-/ Wirtschaftsgebäude | Großes massiv in Backstein errichtetes Wohn-/Wirtschaftsgebäude unter pfannengedecktem Satteldach. Vierständerbau mit aufgesetztem Drempelgeschoss, Wohnteil eingeschossig unter halbseitigem Mansarddach. Wirtschaftsgiebel gegliedert durch Lisenen, Ziertürmchen, Gurt- und Ortganggesims. Erbaut um 1900.     | 30902507 |      |
| Goldbecker Mühle 22 53° 24′ 30″ N, 9° 38′ 34″ O | Mühlengebäude             | Eingeschossiger Fachwerkbau mit großen Backsteinunterbau, unter pfannengedecktem Halbwalmdach. Erbaut im Kern 1752. Zeitgleich mit einer massiven nördlichen Erweiterung um 1900 wurde auch die dammseitige Fassade in Backsteinmauerwerk erneuert. Südlich der Mühle wird die Goldbeck zum Mühlteich aufgestaut. | 30902470 |      |
| Goldbecker Mühle 22 53° 24′ 31″ N, 9° 38′ 33″ O | Nebengebäude              | Kleines Fachwerknebengebäude mit Backsteinausfachung, unter ziegelgedecktem Satteldach. Errichtet in der Mitte des 19. Jahrhunderts. | 30902525 |      |
| Goldbecker Mühle 22 53° 24′ 32″ N, 9° 38′ 32″ O | Wohnhaus                  | Reetgedeckte eingeschossige Kate in Zweiständerbauweise, unter Halbwalmdach; Wände (ehemals Fachwerk) 1957/58 massiv erneuert. | 30902489 |      |
| Goldbecker Mühle 22 53° 24′ 30″ N, 9° 38′ 31″ O | Mühlenteich               | Hinter Goldbeck ist die Goldbeck bei der Goldbecker Mühle zu einem Mühlenteich aufgestaut. | 30902682 |      |

### Einzelbaudenkmale
| Lage                                            | Bezeichnung               | Beschreibung | ID       | Bild |
| ----------------------------------------------- | ------------------------- | --- | -------- | ---- |
| Beckdorfer Straße 6 53° 24′ 23″ N, 9° 37′ 42″ O | Wohn-/ Wirtschaftsgebäude | Giebelständiger Fachwerkbau mit Backsteinausfachung, unter reetgedecktem Satteldach, am Wohngiebel mit Halbwalm. Wirtschaftsgiebel in engmaschigem Gitterfachwerk aus quadratischen Gefachen, zwei Vorkragungen über zierlichem Stichgebälk. Erbaut als Wohn-/Wirtschaftsgebäude in der ersten Hälfte des 19. Jahrhunderts, heute komplett als Stall genutzt. | 30902453 |      |
| Nindorfer Straße 11 53° 24′ 29″ N, 9° 37′ 54″ O | Wohn-/ Wirtschaftsgebäude | Traufständiger eingeschossiger Vierständerbau in Backstein, unter pfannengedecktem Satteldach. Zwerchhaus mit Freigespärre in der ostseitigen Straßenfassade; der hierdurch ausgebildete Risalit enthält den Eingang hinter zwei eingestellten Säulen und Rundbogenloggia. Giebelseiten gegliedert durch Lisenen und Gesimse in Backstein. Erbaut 1911 (i).   | 30902543 |      |
| Ringstraße 4 53° 24′ 19″ N, 9° 37′ 40″ O        | Wohn-/ Wirtschaftsgebäude | Fachwerkbau mit Backsteinausfachung unter Satteldach. Im Wirtschaftsgiebel kräftige Hauptständer mit aussteifenden Kopfbändern sowie auskragenden Rähmköpfen. Errichtet um 1800. | 30902560 |      |

## Nindorf

### Einzelbaudenkmale
| Lage                                         | Bezeichnung               | Beschreibung | ID       | Bild |
| -------------------------------------------- | ------------------------- | --- | -------- | ---- |
| Estetalstraße 14 53° 24′ 57″ N, 9° 39′ 23″ O | Wohn-/ Wirtschaftsgebäude | Giebelständiges Zweiständerhaus in Fachwerk mit Backsteinausfachung, unter reetgedecktem Halbwalmdach. Regelmäßiges Fachwerkgefüge. Errichtet 1860 (i).                                    | 30902594 |      |
| Estetalstraße 16 53° 24′ 57″ N, 9° 39′ 24″ O | Wohn-/ Wirtschaftsgebäude | Kleines Zweiständerhaus in Fachwerk mit Backsteinausfachung, Wände teilweise in Backstein erneuert. Unter reetgedecktem Walmdach. Errichtet 1836 (i). Heute komplett als Wohnhaus genutzt. | 30902611 |      |